# Dubrice de Llandaf
Dubrice (465 - vers 550), ou Dybrig ou Dyfrig ou Dubric ou Dubricius, premier évêque de Llandaf et un des fondateurs du monachisme au pays de Galles, sacra Saint Samson comme évêque. Saint Théleau lui aurait succédé sur le siège épiscopal de Llandaf.
C'est un saint chrétien fêté le 14 novembre,.